# بوبي بلاك
بوبي بلاك (بالإنجليزية: Bobby Black)‏ (1 يناير 1927 - 4 يونيو 2012 ببرستل) هو لاعب كرة قدم بريطاني في مركز جناح. لعب مع كوين أوف ساوث ونادي إيست فيف ونادي باث سيتي ورابطة كرة القدم الاسكتلندية الحادية عشر ‏.

## وصلات خارجية
- بوبي بلاك على موقع قاعدة بيانات كرة القدم.إي يو (الإنجليزية)